# Saravane
Saravane (laot. ສາລະວັນ, również Salavan) – miasto położone w południowym Laosie, w prowincji Saravane, której jest stolicą.